# 桂竹白斑蚜
桂竹白斑蚜（学名：Takecallis arundinariae）为斑蚜科凸唇斑蚜屬下的一个种。